# フリー乗降制

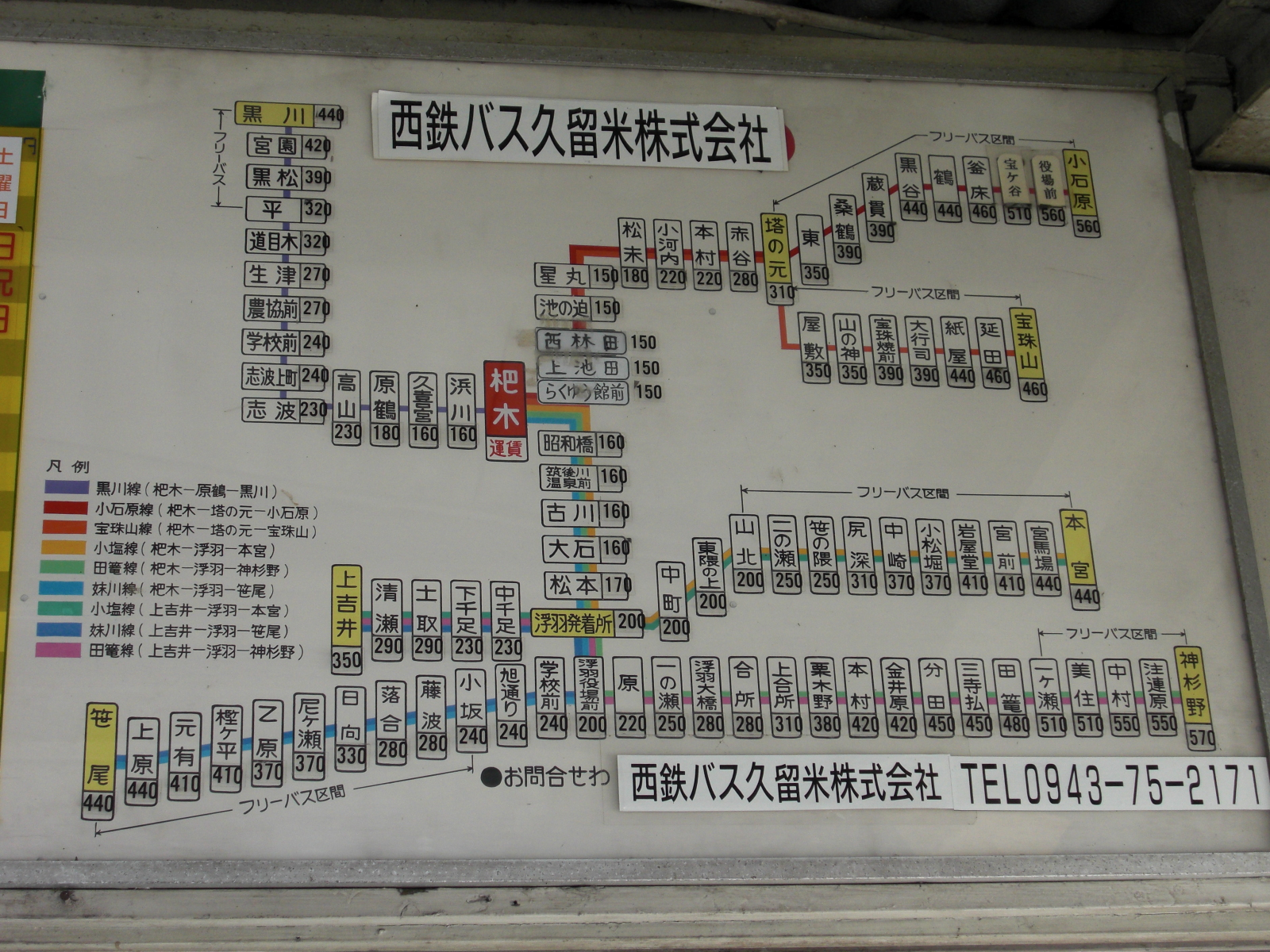
フリー乗降区間が示されたバス路線図（西鉄バス久留米）
一部区間に「フリーバス区間」の表記がある。

フリー乗降制（フリーじょうこうせい）とは、路線バスにおいて、バス停留所以外でも路線上の任意の位置で乗降できる制度。自由乗降制（じゆうじょうこうせい）とも呼ぶ。また、その対象区間をフリー乗降区間や自由乗降区間と呼ぶ。
バス事業者や路線によっては、降車は路線上の任意の場所で取り扱うが、乗車はバス停留所でしか取り扱わない場合もある。これをフリー降車制と呼び、その区間をフリー降車区間と呼ぶ。

## 解説

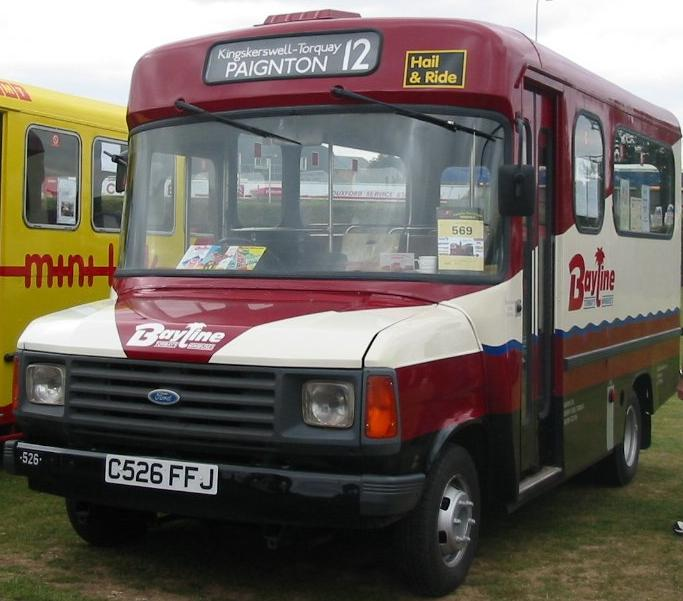
正面方向幕の隣に"Hail and ride"ステッカーを掲出した英国デヴォンのバス

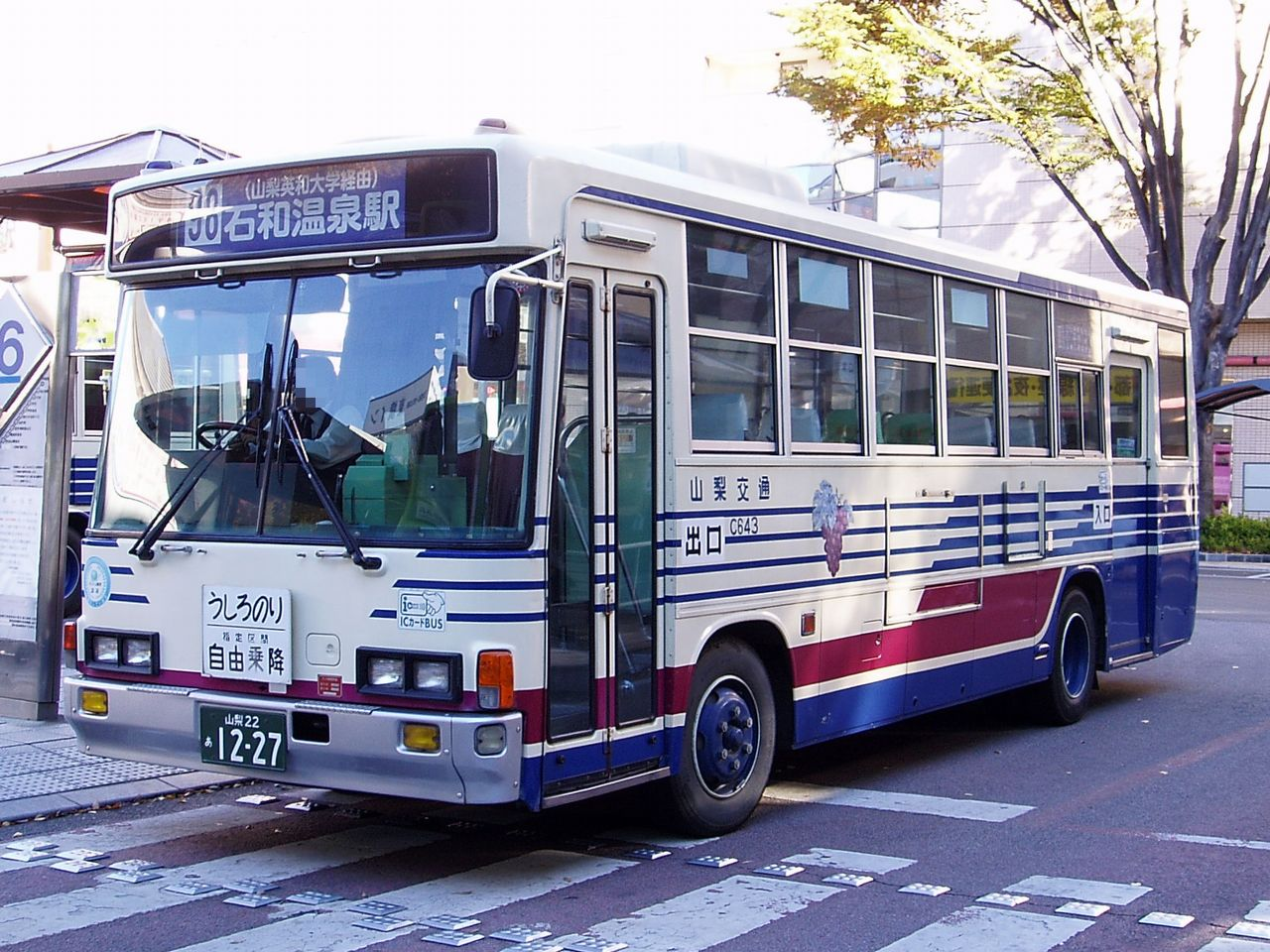
前面に「指定区間 自由乗降」のヘッドマークを掲げた山梨交通の路線バス

この制度は日本特有のものではなく、イギリスやオーストラリアにおいても、"Hail And Ride" の名称で、同様のサービスが実施されている。
日本のバス事業者の中には、フリー乗降制を行う路線や区間を「フリーバス」と呼ぶ例もある。
利用方法は、乗車時には、バスに向かって手を挙げるなどして運転手に合図する。降車時には、停車位置の50メートル手前までに、降車ボタンや口頭で運転手に停車場所を申し出る。ただし、道路交通法により駐停車が禁止されている場所や、停車すると危険な場所では乗降できない。
フリー乗降区間では後続車との接触事故を避けるため、バス事業者は路上や車体に、停留所以外でも停車することがある旨の掲示をして、他車への注意を促している。また見通しの悪い区間を運行する場合には、車外スピーカーから音楽などを流して、バスの接近を知らせることもある。
運賃は均一制の場合を除き、一般に乗降した区間の外側にある至近停留所（乗車時は手前の停留所、降車時は直後の停留所）を基準として適用する。

## 日本の主な採用事業者

### 北海道
- 厚岸町デマンドバス - 各路線の郊外区域。
- 阿寒バス - 鶴居線と幌呂線の市街域を除く区間。
- あつまバス - 苫小牧線（上厚真経由）の厚真大橋 - 共和、鵡川線の森林組合前 - 鵡川六区、浜厚真線の浜厚真 - 厚真大橋。
- 網走バス - フリー降車制のみ。美幌線、小清水線、常呂線、サロマ湖栄浦線の網走市街域を除く区間[2]。
- 網走観光交通 - 網走線の北区 - 藻琴駅前の区間。
- 沿岸バス - 上平古丹別線の山間部。羽幌町循環バスの国道を除く全域。
- 宗谷バス - 天北線の市街域を除く区間。
- 道南バス - 日高地区の一部区間。
- ニセコバス - ニセコ町の一部区間。
- 北海道中央バス - 新十津川町の一部区間。

### 東北地方
- 弘南バス - 弘前市（旧・岩木町）、鯵ヶ沢町、深浦町の一部区間。商店街循環バス (五所川原市)の「ELM - 若葉環状線」の若葉団地内と松島町地区及び「みどり町環状線」のみどり町地区内。
- 鰺ヶ沢コミュニティバス - 黒森線、大然線、南金沢線、赤石線、松代線、長平線、建石線、山田野線、西建石線、北浮田線の一部の鰺ヶ沢町。
- 南部バス - 杉沢線の三戸町内一部区間。
- 秋北バス - 大館営業所管内と能代営業所管内の一部区間。
- 羽後交通
- 岩手県交通 - 閑散地区などの一部。
- 仙台市交通局[要出典]
- 宮城交通 - 泉パークタウン線の深夜便の一部区間。
- 福島交通 - 山間部等の一部と福島市、郡山市等の住宅地区の一部。
- 新常磐交通 - いわき市郊外、富岡、川内地区などの山岳部、原町地区のそれぞれ一部路線。

### 関東地方
- 鹿沼市民バス
- 関東自動車 - 宇都宮市等の住宅地区の一部。
- 関東バス[3] - 川南線の一部区間 (シャレール荻窪入口 - シャレール荻窪)。
- 関越交通 - 山間部の一部区間
- 西武バス・西武観光バス - 青梅市の一部、秩父市の一部、軽井沢町の一部。
- 東京都交通局 - 青梅支所管内路線の一部。
- 西東京バス - 八王子市、奥多摩町、檜原村等の山間部一部区間。
- 小笠原村営バス - 西町 - 村役場前 - 清瀬交差点間以外の区間。
- 神奈川中央交通 - 山岳地区・農村地区等の一部。
- 東急バス - 元東急コーチ路線の一部区間。
- 東急トランセ - 渋谷・代官山循環線の青葉台2丁目周辺、フリー降車のみで乗車は停留所に限る。
- ちばレインボーバス - 鎌ヶ谷線・西白井線の一部区間（白井工業団地 - 白井保育園）。
- 千葉中央バス - 若葉区コミュニティバスの一部区間。
- 小湊鉄道 - のぞみ野長浦線の一部区間。
- 日東交通 - のぞみ野長浦線の一部区間。
- 君津市コミュニティバス - 一部区間。
- 小鹿野町営バス - 一部区間。
- 日立電鉄交通サービス - 一部の路線の一部区間。

### 中部地方
- 新潟交通佐渡
- 越後交通
- 南越後観光バス
- 加越能バス - 白川郷線の下梨 - 成出間。
- 北陸鉄道グループバス - 閑散路線・区間で多数設定。
- 京福バス - 桜ヶ丘団地循環線の桜ヶ丘団地内のみ。
- 福井鉄道バス - 麻生津循環線の一部区間。
- 富士急行
- 山梨交通- 一部路線の一部区間。
- 甲州市市民バス - 一部区間。
- 早川町乗合バス - 早川町内のみ。
- 遠州鉄道 - 19時30分以降に浜松駅・磐田駅を発車する一部路線の一部区間。
- 秋葉バスサービス - 13時以降の元開橋 - 気多。
- 掛川バスサービス - 桜木線、居尻線、倉真線、東山線の一部区間。
- 菊川市コミュニティバス - 菊川東循環コース、奈良野・布引原コースの一部区間。
- 沼津市自主運行バス - 戸田・土肥線の一部区間。
- 豊鉄バス - 中宇利線、津具線の一部区間。
- 設楽町営バス - 町中心部の一部区間を除く全線。
- 東栄町営バス

### 近畿地方
- 湖国バス - 一部区間。
- 奈良交通 - 山間部の過疎路線、学園前地区一部路線[注 1]、橿原神宮駅西口発着の橿原団地線[注 2]。
- 京都バス - 高野営業所管内の一部区間。一部路線は深夜の自由降車のみ。
- 京阪京都交通 - 京都市右京区の嵯峨越畑･樒原地区、亀岡市ふるさとバス。
- 京丹後市営バス - 一部区間。
- 神姫バス - 一部区間。
- みっきぃよかたんバス - 一部区間。
- 本四海峡バス - 鮎原線の竹谷 - JA淡路日の出 五色支店前。

### 中国地方
- 中鉄バス
- 北振バス - ほぼ全ての路線の一部区間。
- 琴浦町営バス - 東伯地区手は釛・斉尾団地バス停等以南、赤碕地区では竹ノ内バス停以南の区間。
- 西ノ島町営バス
- 中国バス - 西廻り呉ヶ峠線の一部区間。
- 広島交通 - ひやま線（登山口 - 市川桧山）、筒瀬線（筒瀬小学校 - 柳瀬、フリー降車のみ）、今吉田線（小浜 - 今吉田公民館）。
- サンデン交通 - 下関〜美祢線(深土)

### 四国地方
- 宇和島自動車 - 各路線ごとに定めた特定区間（概ね市街地及び幹線道路以外）。
- 県交北部交通 - 柳瀬出張所（柳瀬第三）以北、小坂峠以北の区間。
- 高知西南交通 - 市街地区間を除く全線。
- 南国市 - 高知医大 - 久枝線の琴平神社通 - 浜改田 - 久枝間、植田線の領石 - 植田間（南国オフィスパーク内を除く）。

### 九州地方
- 西日本鉄道 - 住宅地や過疎地等で設定。
- 堀川バス - 横山線ほたるの館前 - 納又。
- 昭和自動車 - フリー降車のみ。幹線道路・市街域以外の全区間。
- 佐世保市交通局 - 烏帽子岳・小川内・俵ヶ浦方面。
- 西肥自動車 - 住宅地や山間部で設定。
- いわさきバスネットワーク - 持松線（霧島神宮駅～霧島温泉駅）・荒川線（上川内～羽島車庫）の一部区間、コミュニティー路線の一部区間。
- 沖永良部バス - 予約乗合を除く全線で実施。
- 東運輸 - 石垣島北部の白保以北。
- 西表島交通 - 浦内 - 浦内川間[4]。

### かつて実施していた路線
- くしろバス - 和天別線の大平地区で実施。2010年10月1日に路線廃止。
- 丹後海陸交通 - 2019年9月30日をもってフリー乗降制を廃止[5]。
- 東海バス - 湯ヶ島・天城峠線の浄蓮の滝 - 椎の木上で設定していた。2022年3月29日をもってフリー乗降制を廃止[6]。
- 東急バス - 深夜急行バス新横浜線の新横浜駅 - 新羽営業所間の一部区間。2022年7月31日をもって路線廃止。
- 京阪バス - くずは・男山循環コミュニティバスの一部区間。2024年4月1日のダイヤ改正でフリー乗降制を廃止（元・フリー乗降区間内を運行するバス路線そのものは現存）